# Karta 77
Karta 77 (cz. Charta 77) – czechosłowacka inicjatywa niezależna, łącząca środowiska chrześcijańskie, liberalne i rewizjonistyczne, działająca w latach 1977–1992 na rzecz przestrzegania praw człowieka. Podjęta przede wszystkim w Czechach, jedynie symbolicznie na Słowacji.

## Historia
Impulsem dla powstania ruchu było opublikowanie w Czechosłowacji Międzynarodowych Paktów Praw Człowieka. Deklarację Karty 77 przygotowano w grudniu 1976, a ogłoszono 6 stycznia 1977 z podpisami 242 sygnatariuszy i datą 1 stycznia 1977. W tekście Karty wskazywano na ciągłe naruszanie przez władze komunistyczne gwarantowanych umowami międzynarodowymi praw człowieka, w tym prawa do wolności wypowiedzi, wolności religii, prawa do prywatności. Podkreślano fakt prześladowań w związku z głoszonymi poglądami, np. poprzez pozbawienie pracy, czy możliwości kształcenia. Karta 77 deklarowała, iż jest wolną, nieformalną i otwartą inicjatywą osób o różnych przekonaniach, różnej wiary i profesji, które łączy pragnienie obrony praw człowieka. Odżegnywała się od działalności stricte politycznej. Sygnatariusze ustanowili swoimi reprezentantami (tzw. rzecznikami) Václava Havla, Jana Patočkę i Jiříego Hájka.
Wśród osób, które podpisały deklarację przed jej ogłoszeniem byli także m.in. Pavel Kohout, Zdeněk Mlynář, Petr Uhl, Jiří Dienstbier, Václav Benda, Václav Černý, Ludvík Vaculík, Pavel Landovský, Jaroslav Šabata, Jan Tesař, Jiří Němec, Ladislav Hejdánek, Marta Kubišová, František Kriegel, Petr Pithart, Jiří Lederer, Jaroslav Seifert, František Pavlíček, Josef Zvěřina.
Władze komunistyczne natychmiast rozpoczęły akcje represyjne i dezinformacyjne przeciwko Karcie. M.in. zbierano podpisy pod tzw. antykartą, w której deklarowano poparcie dla reżimu. Już 14 stycznia 1977 Václav Havel został aresztowany. Długotrwałe przesłuchanie przyczyniło się do śmierci Jana Patočki w dniu 13 marca 1977. Wielu sygnatariuszy utraciło pracę. W 1979 na długoletnie kary pozbawienia wolności skazani zostali Václav Havel, Petr Uhl, Jiří Dienstbier, Václav Benda.
Pomimo represji do 17 listopada 1989 Karta ogłosiła 572 dokumenty, a deklarację założycielską podpisało 1898 osób. Wśród głośniejszych dokumentów były tzw. Apel Praski (ogłoszony w 1985), w którym postulowano wycofanie obcych wojsk z Europy, postawiono kwestię zjednoczenia Niemiec, rozwijano wizję Europy jako wspólnoty niepodległych narodów, a następnie petycja „Kilka zdań” (czerwiec 1989), której autorzy (wśród nich Václav Havel) wzywali władze do zmian w systemie, w tym legalizacji inicjatyw niezależnych i wypuszczenia więźniów politycznych, a także podjęcia debaty nad przyszłością kraju. Sygnatariusze Karty aktywnie uczestniczyli w wydarzeniach aksamitnej rewolucji (1989). Po oficjalnym zakończeniu działalności w 1992 wielu uczestników inicjatywy pozostało aktywnymi postaciami sceny politycznej i społecznej Czech.

## Rzecznicy Karty
- od stycznia 1977 Václav Havel (do maja 1977), Jan Patočka (do śmierci w marcu 1977) i Jiří Hájek
- od września 1977 Ladislav Hejdánek, Marta Kubišová i Jiří Hájek
- od kwietnia 1978 Jaroslav Šabata, Ladislav Hejdánek i Marta Kubišová
- od listopada 1978 Ladislav Hejdánek i Václav Havel
- od lutego 1979 Václav Benda, Jiří Dienstbier i Zdena Tominová
- od czerwca 1979 Ladislav Hejdánek, Zdena Tominová i Jiří Hájek
- od stycznia 1980 Marie Hromadková, Zdena Tominová i Miloš Rejchtr
- od lutego 1980 Marie Hromadková, Miloš Rejchtr i Rudolf Battěk
- od stycznia 1981 Václav Malý i Bedřich Placák
- od lutego 1981 Václav Malý, Jaroslav Šabata i Bedřich Placák
- od stycznia 1982 Anna Marvanová, Ladislav Lis i Radim Palous
- od stycznia 1983 Anna Marvanová, Jan Kozlik i Radim Palouš
- od lutego 1983 Anna Marvanová, Jan Kozlik i Marie Rút Křížková
- od stycznia 1984 Václav Benda, Jiří Ruml i Jana Šternova
- od stycznia 1985 Jiří Dienstbier, Petruška Šustrová, Eva Kantůrková
- od stycznia 1986 Martin Palouš, Anna Šabatová, Jan Štern
- od stycznia 1987 Jan Litomiský, Josef Vohryzek, Libuše Šilhánová
- od stycznia 1988 Miloš Hájek, Bohumír Janát, Stanislav Devátý
- od stycznia 1989 Tomáš Hradílek, Dana Němcová, Alexandr Vondra
- od stycznia 1990 Jan Ruml, Miroslav Lehký, Miroslav Tyl

## Kontakty z Polską
Od 1977 środowisko Karty utrzymywało kontakty z KOR-em. W Komunikatach KSS „KOR” odnotowywano represje, które dotykały czeskich dysydentów. W październiku 1977 działacze KOR-u wydali oświadczenie solidaryzujące się z sądzonymi w Pradze Václavem Havlem, Jiřím Ledererem i Františkiem Pavlíčkiem. 31 października 1977 KSS KOR ogłosił „List do Przyjaciół Czechów i Słowaków”, w którym odwoływano się do pamięci o „praskiej wiośnie”. Odpowiedź z podziękowaniami rzecznicy Karty wystosowali 16 listopada 1977. Symboliczny charakter miało spotkanie przedstawicieli obu grup w Karkonoszach w sierpniu 1978, którego efektem było wspólne oświadczenie w 10 rocznicę Praskiej Wiosny. Kolejne spotkanie we wrześniu 1978 zaowocowało listem do obrońców praw człowieka w innych krajach bloku wschodniego, w tym republikach sowieckich. Kolejne spotkania zostały udaremnione przez milicję obu państw. Kolejnym ważnym wydarzeniem była głodówka w obronie aresztowanych dysydentów czeskich i słowackich w kościele Świętego Krzyża w Warszawie w dniach 3-10 października 1979, zorganizowana we współpracy z Radą Sygnatariuszy ROPCiO. Po wybuchu strajków w sierpniu 1980 rzecznicy Karty już 28 sierpnia 1980 wystosowali list z poparciem gdańskiego MKS. Od 1981 sygnatariusze Karty uczestniczyli też w przygotowaniach do podjęcia działalności przez Solidarności Polsko-Czeskosłowackiej, które zostały przerwane przez ogłoszenie stanu wojennego w Polsce. W lipcu 1987 uczestnicy Karty należeli do sygnatariuszy deklaracji założycielskiej Kręgu Przyjaciół Solidarności Polsko-Czeskosłowackiej.